# Невське (електродепо)
59°49′25″ пн. ш. 30°31′00″ сх. д. / 59.82361° пн. ш. 30.51667° сх. д.
ТЧ-5 «Невське» — електродепо Петербурзького метрополітену, розташоване на Невсько-Василеострівній лінії, за станцією «Рибальське».
Географічно розташоване біля залізничної платформи Рибальське, на південний захід від залізничної лінії Рибальське -  Слов'янка.

## Історія
Було відкрито в 1986 для обслуговування Правобережної лінії. У 1995 після «розмиву» між станціями «Лісова» та «Площа Мужності», ТЧ-4 «Північне», обслуговуюче Невсько-Василеострівну лінію, виявилося відрізаним від неї, потяги в екстреному порядку, залізницею, переправили в ТЧ-5.
З цього часу депо «Невське» стало обслуговувати ще й третю лінію . Ця робота була надпланово., і через те, що в депо не могли поміститися всі потяги, нічний відстій потягів у масовому порядку проводився на паркових коліях і в тунелях.
1 лютого 2000 була введена в експлуатацію перша черга ТЧ-6 «Виборзьке», і потяги Правобережної лінії були передані туди.
Протягом 2008 у зв'язку з майбутнім поділом лінії «Комендантська проспект»-«Вулиця Дибенко» на Правобережну і Фрунзенсько-Приморську в депо поступово передавалися потяги з ТЧ-6 для роботи на скороченій 4-й лінії, в той час, так само ТЧ-6 переходило на обслуговування 5-ї лінії. З початку передачі потягів і до остаточного поділу ліній 7 березня 2009 поєднана четверта лінія обслуговувалася обома депо.
На середину 2010-х ТЧ-5 обслуговує Невсько-Василеострівну і Правобережну лінії.

## Колійний розвиток
Депо має гейт із залізницею, прямуючу у промзону.

## Лінії, що обслуговувала
| Лінія                        | Роки                 |
| ---------------------------- | -------------------- |
| Правобережна лінія           | 1986—2000 роки       |
| Невсько-Василеострівна лінія | З 1995 до сьогодення |
| Правобережна лінія           | З 2008 до сьогодення |

## Ресурси Інтернету
- ТЧ-5 «Невське», Санкт-Петербург (рос.). Архів оригіналу за 19 лютого 2012. Процитовано 1 октября 2008.
- ТЧ-5 «Невське» на metro.vpeterburge.ru [Архівовано 26 лютого 2014 у Wayback Machine.]